# Nkundu (peuple)
Pour les articles homonymes, voir Nkundu.
Les Nkundu ou Bankundu (ba indique le pluriel) sont un peuple d'Afrique centrale établi au centre de la République démocratique du Congo, dans la région du Kasaï, mais aussi au sud de l'équateur (Ingende, Bokatola, Bongongo) et au nord du Bandundu.Ils appartiennent au grand groupe Anamongo.

## Description
Leur nom signifie dans leur langue le lonkundo « ennemi » : leur légende raconte qu'ils auraient été chassés par un ennemi du nord du Congo ; en fuyant ils se sont divisés en de nombreuses tribus. Comme les tribus étaient souvent en conflit, chaque tribu devint un Nkundu jusqu'à ce qu'ils se donnèrent tous ce nom. Les Nkundu du sud de l’équateur parlent le lomongo mais face aux ennemis les vieux réflexes resurgissent et il n'est pas rare de se voir dire par son interlocuteur : « tepela o'okundo » (parle le nkundu). La société nkundu a une organisation de type patriarcal, le Wisé. Le futur mari verse une dot à la famille de l'épouse, qui fait d'elle une nouvelle recrue du clan du mari. À la mort de celui-ci, elle devient l'épouse légale d'un des frères du défunt qui lui doit assistance et soutient jusqu'à sa mort. Les Nkundu reconnaissent Mongo comme leur ancêtre commun. Ceux du sud de l'équateur ne revendiquent pas une identité particulière Anamongo (fils de Mongo), mais se reconnaissent comme Mongo. Il n'est pas rare pour un Nkundu de se considérer plus mongo dans sa langue et son être que les autres peuples mongo dont la langue et l'être (lookisi) sont dénaturés.
L'organisation politique est une gérontocratie où l'âge est le facteur essentiel pour rentrer au conseil des anciens qui est un organe consultatif pour le chef du village mais aussi le tribunal, le parlement et l'officier d'état-civil du village. Les Nkundu du sud de l'équateur sont directs et se disent tout dès qu'ils se rencontrent. Par exemple, quand deux personnes se rencontrent, ils se saluent avec le fameux losako, à ceci l'interlocuteur peut répondre selon son humeur, ex tosangi kooto obe (nous ne sommes qu'une mauvaise famille) ou Ambia (tais-toi), sans que la réponse ne pose un problème, sauf celui de faire réfléchir celui qui a pour le premier salué (le plus jeune).
Les patronymes sont en général le nom d'un ancêtre mort à qui on demande protection pour le nouveau-né homonyme (ndoyi) mais aussi pour vanter le prestige d'un chef ex. Bonkangu 0'wonge bomé oenkonakoyi : l'arbre gigantesque (Bonkangu) beau (o'owonge) Bomé (mari/homme) du Paon et du léopard. (de la beauté du paon et de la force du léopard).
Bien que christianisés, les Nkundu pratiquent le culte des ancêtres et considèrent que les ancêtres morts, vivent dans le lola (pays parallèle) d'où ils protègent les vivants et peuvent intercéder en leur faveur . Les vivants peuvent leur porter de l'argent et des alcools qui sont des choses rares au paradis ou Zacomba Dieu de l'univers les contrôle. Un monde intermédiaire existe pour les mauvaise âmes ils sont selon les termes consacrés par le président Mobutu dans un discours « Ba koko liboso, Nzambe na nsima bango na katikati », les ancêtres devant, Dieu derrière et eux au milieu (surveillé de près par Dieu, sans aucune forme de liberté, ni de libre arbitre et très loin de la réincarnation but ultime du système.